# Wapen van Moeskroen

Wapen van Moeskroen

Het wapen van Moeskroen is het gemeentelijke wapen van de Henegouwse gemeente Moeskroen. Het wapen werd in 1979 aan de gemeente toegekend, het is sindsdien niet gewijzigd.

## Geschiedenis
In 1645 kwam de stad Moeskroen, die onder het graafschap Vlaanderen viel, in handen van de familie Basta. Graaf Basta verordonneerde in 1676 dat zijn familiewapen ook als stadswapen zou gaan dienen. Het zegel waar mee gezegeld werd bevindt zich in het archief van Moeskroen. Het heeft een diameter van 6 centimeter. Het wapen van Basta wordt als volgt omschreven:
Een buste van Sint-Bartholemeus houdende een palmtak in zijn rechterhand; aan weerszijden de datum 1675. In een dubbele cirkel de tekst Mes.re NF. Basta, comte de Hust et de Mron buiten de cirkels staat: Seel aux causes de la comtee de Mouscron.
Hoewel het leen naar andere families overging, bleef het zegel wel in gebruik tot het einde van het ancien régime. Een van de andere families die de stad in eigendom kreeg, was de familie d'Ennetières. Deze familie was verwant met de Bastas en voerde later ook een wapen van de familie Basta met als hartschild dat van de d'Ennetières. De familie d'Ennetières voerde op de borst van de dubbelkoppige adelaar nog een zilveren schild met drie rode schildjes waarop gouden sterren. Dit borstschild is in het gemeentewapen komen te vervallen.
In 1885 vroeg de gemeente het familiewapen van Basta aan om als gemeentewapen te dienen. Hoewel het verzoek werd afgewezen, gebruikte de stad het wapen toch tot aan de fusie in 1977.
De fusiegemeente Moeskroen werd dat jaar gevormd uit een fusie van de gemeenten Dottenijs, Herzeeuw, Lowingen en Moeskroen. Uit deze gemeenten voerden Dottenijs en Herzeeuw een wapen, die beide niet in het wapen van de fusiegemeente terug zijn gekomen. De gemeente Moeskroen kreeg op 1 juli 1991 het wapen officieel toegekend.

## Blazoenering
De beschrijving van het wapen luidt als volgt:
Ecartelé aux 1 et 4 de gueules au chevalier armé de toutes pièces d'azur monté sur un cheval cabré d'argent et brandissant une épée du même, aux 2 et 3 d'argent à une barce hérissée de flammes de gueules; sur le tout, d'or à I'aigle bicéphale de sable, becquée, languée, membrée et diadémée de gueules, surmontée de la couronne impériale.
Gecarteleerd: 1 en 4 van keel met een ridder geharnast geheel van azuur gezeten op een steigerend paard van zilver zwaaiend met een zwaard van hetzelfde, 2 en 3 van zilver beladen met een gevlamde schuinstreep sinister; over alles van goud een tweekoppige adelaar.
De heraldische kleuren zijn zilver (wit), keel (rood), azuur (blauw), sabel (zwart) en goud (geel). Het wapen heeft geen externe ornamenten zoals een kroon of schildhouders.